# جرج گریس
جرج گریس (انگلیسی: George Greaves؛ زادهٔ ۲۰ ژوئن ۱۸۹۷) بازیکن فوتبال اهل بریتانیا است.
از باشگاه‌هایی که در آن بازی کرده‌است می‌توان به باشگاه فوتبال لینکولن سیتی، باشگاه فوتبال چسترفیلد، و باشگاه فوتبال اسکانتورپ یونایتد اشاره کرد.